# الکساندر کالیاگین
الکساندر کالیاگین (روسی: Александр Александрович Калягин) بازیگر و کارگردان اهل کشور روسیه است. بیشتر شهرت وی به خاطر بازی در فیلم «سلام، من عمتم!» است.
از فیلم‌ها یا مجموعه‌های تلویزیونی که وی در آن‌ها نقش داشته است، می‌توان به من ایوان، تو آبراهام، یاروسواف دومبروفسکی و گربه‌ای به نام لئوپولد اشاره نمود.